# Anton Reichenow
Anton Reichenow (Charlottenburg, 1 augustus 1847  - Hamburg, 6 juli 1941) was een Duitse ornitholoog.
Reichenow was de schoonzoon van Jean Cabanis en werkte aan het Museum für Naturkunde in Berlijn van 1874 tot 1921. Hij was een deskundige op het gebied van in Afrika voorkomende vogels. Hij ondernam in 1872 en 1873 wetenschappelijke expedities door West-Afrika en schreef een boek over de vogels van Afrika (Die Vögel Afrikas, 1900-05). Verder was hij van 1894 tot 1921 redacteur van het vaktijdschrift  Journal für Ornithologie (sinds 2003 Journal of Ornithology).
Op de IOC World Bird List van 2023 staan 13 geslachten, 165 soorten en meer dan 360 ondersoorten van vogels die door Reichenow zijn beschreven.

## Publicaties
- Die Negervölker in Kamerun (Berlijn, 1873).
- Vogelbilder aus fernen Zonen - Abbildungen und Beschreibungen der Papageien (Uitgeverij Von Theodor Fischer, Kassel, 1878-1883)
- Die deutsche Kolonie Kamerun (Berlijn, 1884).
- Die Vogelwelt von Kamerun (1890-1892).
- Die Vogelfauna der Umgegend von Bismarckburg (1893).
- Die Vögel Deutsch-Ostafrikas (Berlijn, 1894).
- Vögel des Weltmeeres (1908).
- Die Vögelfauna des mittelafrikanischen Seengebiets (Leipzig, 1911).
- Die ornithologischen Sammlungen der zoologischbotanischen Kamerunexpedition (Berlijn, 1911).
- Die Kennzeichen der Vögel Deutschlands  (Uitgeverij Neumann, 1902)
- Die Vögel. Handbuch der systematischen Ornithologie (Stuttgart, 1913)

- Bibsys: 1055535
- Catàleg d'autoritats de noms i títols de Catalunya: 981058511087906706
- CiNii: DA10807807
- Gemeinsame Normdatei: 11639885X
- International Standard Name Identifier: 0000 0001 0955 7495
- Library of Congress Control Number: n87148042
- Nationale Bibliotheek van Israël: 987007590181205171
- Nationale Bibliotheek van Polen: a0000002708161
- Nederlandse Thesaurus van Auteursnamen: 138895546
- SNAC: w67q6wr4
- Système universitaire de documentation: 121885798
- Museum of New Zealand Te Papa Tongarewa: 44647
- Virtual International Authority File: 13057282
- WorldCat: E39PBJpdVRVtYfPD9GbYkjRh73